# Конрад Мартенс
Конрад Ма́ртенс (англ. Conrad Martens; 1801, Лондон — 21 серпня 1878, Сідней) — австралійський художник і графік британського походження.

## Біографія
Народився у 1801 році в місті Лондоні (Велика Британія). Навчався в Англії. В 1832—1934 роках — малювальник експедиції «Бігля», в якій брав участь Чарлз Дарвін (див. Навколосвітня подорож Чарлза Дарвіна).  З 1835 року жив в Сіднеї.
Помер в Сіднеї 21 серпня 1878 року.

## Творчість
Автор видових акварелей, літографія: «Вид Сіднея з Левен-дер-Бей» (розфарбована літографія).

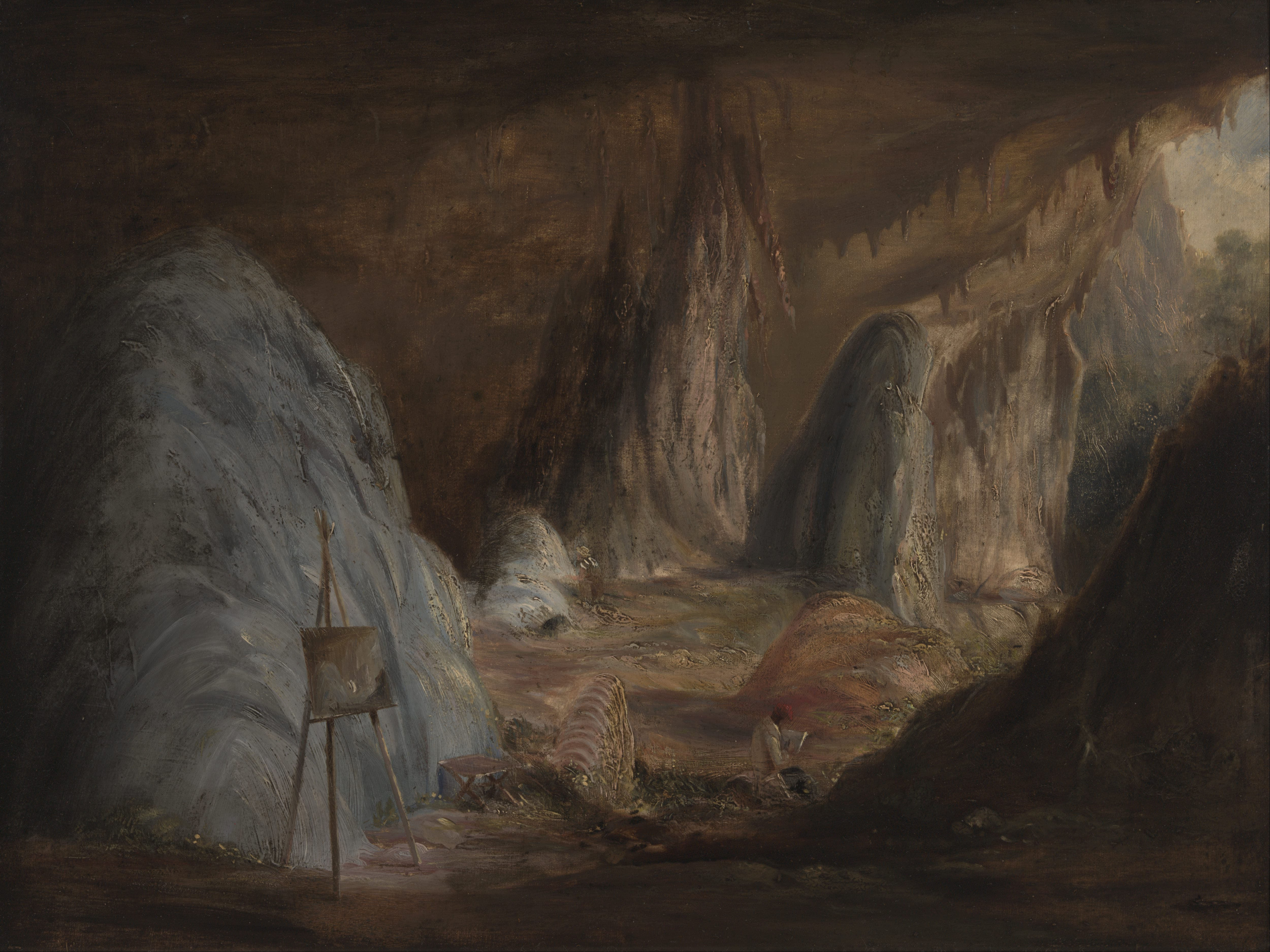
Сталагміти, Печера Бурагалунг
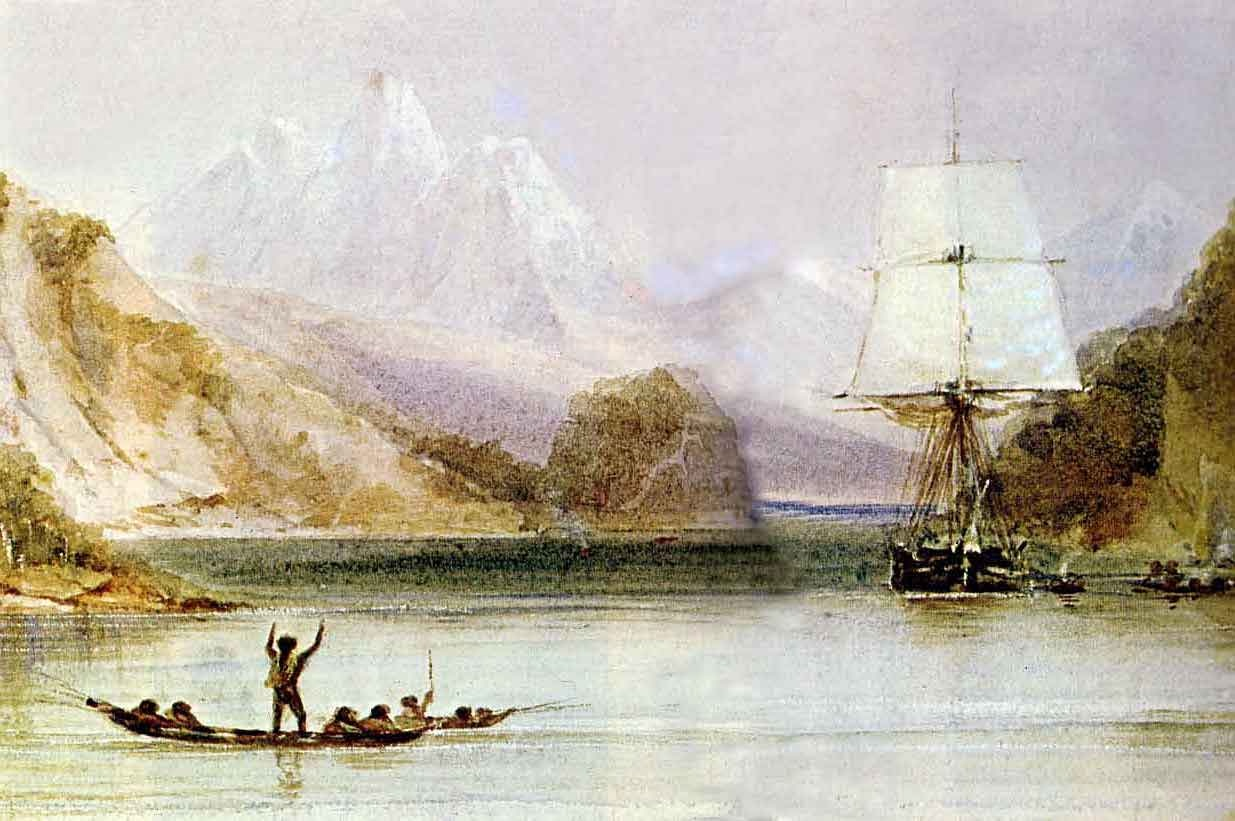
HMS Beagle вітають місцеві фуегійці
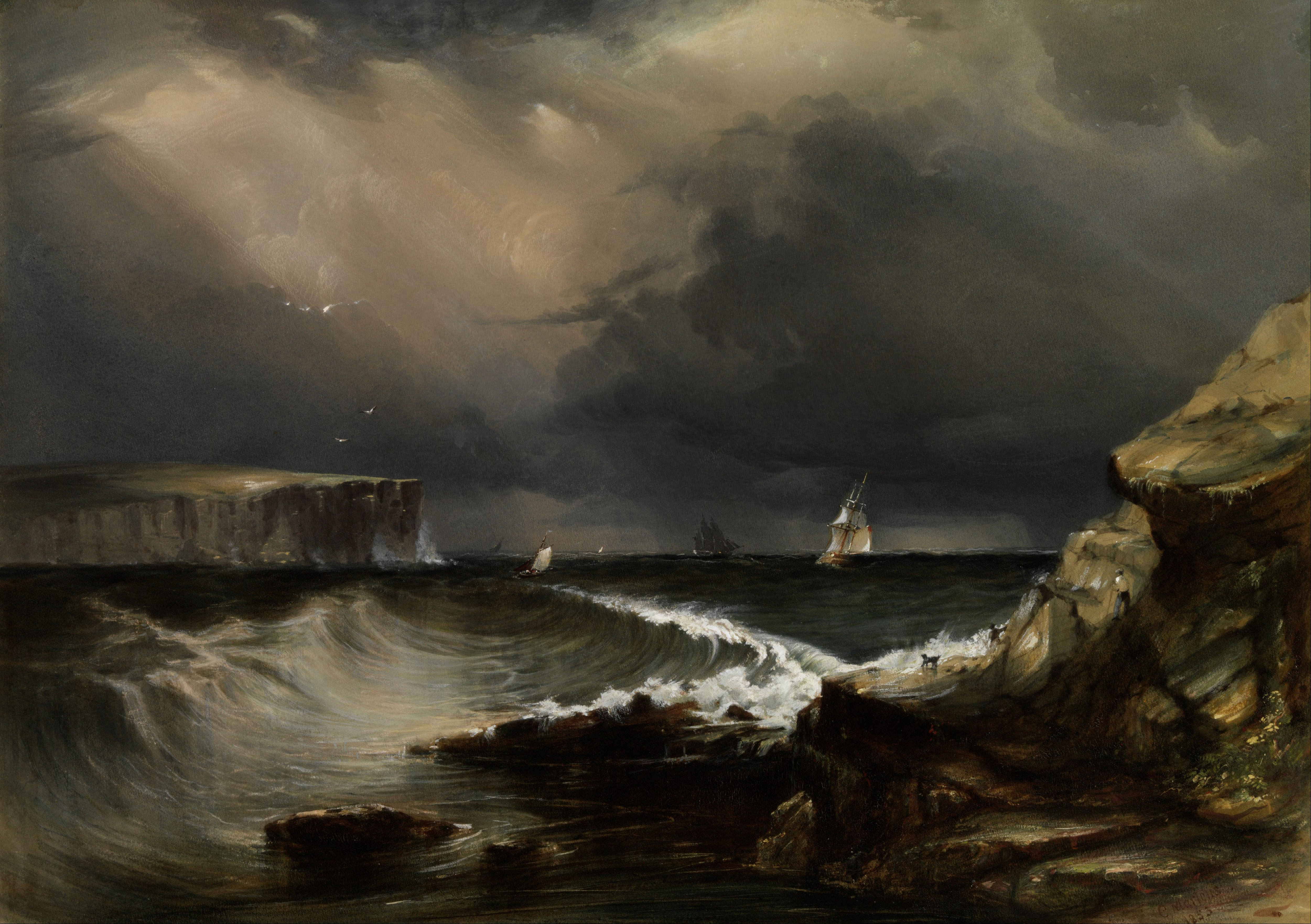
Вид на вершину, Порт Джексон
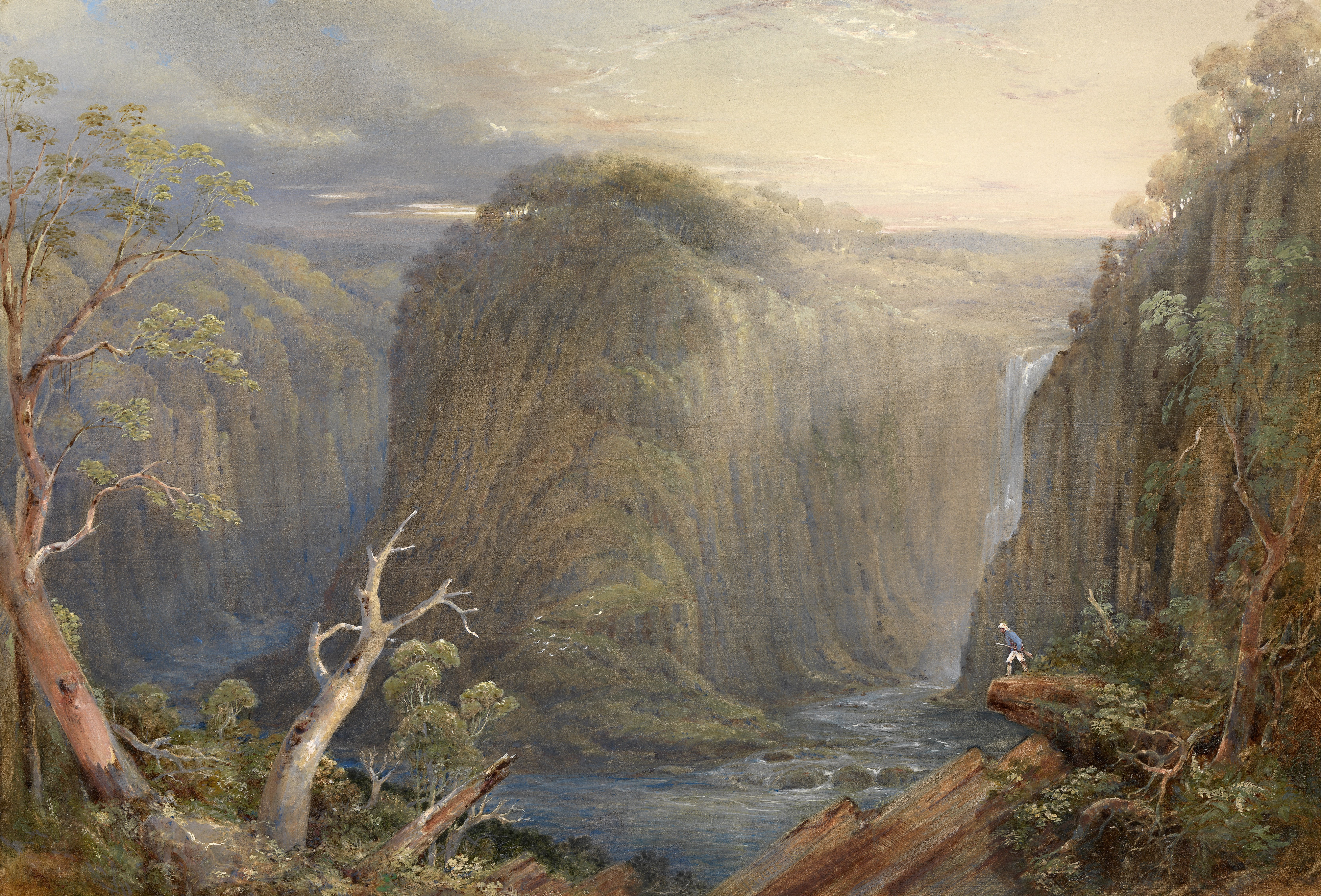
Один з водоспадів на річці Апслі